# NN-171
La carretera NN‑171 es una vía departamental secundaria ubicada en el departamento de Managua. Conecta la comunidad de El Salto con Los Sánchez, formando parte del sistema vial rural entre zonas agrícolas del municipio de San Rafael del Sur.

## Trazado y cruces
| km  | Localidad / Punto | Departamento | Conexión / Ruta  |
| --- | ----------------- | ------------ | ---------------- |
| 0,0 | El Salto          | Managua      | NN 170           |
| 3,2 | El Pedregal       | Managua      | Camino rural     |
| 6,5 | Los Sánchez       | Managua      | Camino terciario |

## Coordenadas
Uno de los tramos de la NN‑171 puede ser encontrado en las coordenadas: 11°48′26″N 86°25′54″O / 11.8072, -86.4318